# Неміхтієві
Неміхтієві (Nemichthyidae, англ. Snipe eels = баранцеві/бекасові вугри) — родина риб ряду вугроподібних (Anguilliformes), підряд вугровидні (Anguilloidei).
Назва походить від грецьких слів νήμα («нитка») та ἰχθύς («риба»).
Морські батіпелагічні та мезопелагічні риби, поширені в Атлантичному, Індійському та Тихому океанах.
Тіло сильно видовжене. Щелепи надзвичайно довгі, при цьому верхня довша за нижню. Тому щелепи не змикаються, за винятком цілком зрілих самців. Очі великі. Передкришкова кістка зябрових кришок відсутня. Грудні плавці присутні. Спинний та анальний плавці об'єднані з хвостовим. Анальний отвір розташований під грудними плавцями (роди Labichthys та Nemichthys) або на невеликій відстані за ними (рід Avocettina). Бічна лінія повна. Хребців 170—200 у представників родів Labichthys та Avocettina й понад 750 у Nemichthys. Представники роду Nemichthys мають довгу хвостову нитку, яка часто втрачається, натомість Labichthys та Avocettina мають невеликий хвостовий плавець. На голові в представників родів Labichthys та Avocettina є поздовжні складки шкіри, в Nemichthys вони відсутні.
Самці та самки неміхтієвих сильно відрізняються. Самці менші за самок і, досягаючи статевої зрілості, зазнають трансформації, зокрема в них укорочуються щелепи та втрачаються зуби. Свого часу самці та самки одного виду були описані як окремі види, більше того, їх зараховували до різних родів і навіть різних підрядів.
Неміхтієві зустрічаються на глибині понад 300 метрів і тримають своє тіло вертикально, при цьому їхні щелепи відкриваються вгору. Їхніми жертвами стають ракоподібні, які, як припускають, натикаються своїми антенами на довгі щелепи риб і заплутуються в них.
Склад родини:
- Рід Avocettina  Jordan & Davis, 1891
  - Avocettina acuticeps  (Regan, 1916)
  - Avocettina bowersii  (Garman, 1899)
  - Avocettina infans  (Günther, 1878)
  - Avocettina paucipora  Nielsen & Smith, 1978
- Рід Labichthys  Gill & Ryder, 1883
  - Labichthys carinatus  Gill & Ryder, 1883
  - Labichthys yanoi  (Mead & Rubinoff, 1966)
- Рід Nemichthys  Richardson, 1848
  - Nemichthys curvirostris  (Strömman, 1896)
  - Nemichthys larseni  Nielsen & Smith, 1978
  - Nemichthys scolopaceus  Richardson, 1848